# I Like (песня Кери Хилсон)
«I Like» — песня американской певицы Кери Хилсон, написанная и спродюсированная немецкими музыкантами Дэвидом Йостом и Робином Грубертом, записанная для саундтрека к фильму «Красавчик 2». Также песня была выпущена в качестве сингла с переизданного дебютного альбома под названием In a Perfect World… (I Like Edition). Сингл дебютировал на 1-й позиции в немецком Топ-100 и получил статус «золотого» всего лишь после месяца. Всего было продано более 150 000 копий сингла. После большого успеха в Германии, песня вошла во многие чарты в Континентальной Европе.

## Коммерческое использование
В апреле 2010 года песня была использована в рекламе для трансляции сериала «90210: Новое поколение» на британском телеканале E4.

## Музыкальное видео
Клип на песню был снят в октябре 2009 года Аароном Платтом, а его премьера состоялась 20 ноября. В клипе показываются сцены из фильма «Красавчик 2». Позже, 24 декабря 2009 года, состоялась премьера другой версии видео, главное отличие которой в том, что в видео отсутствовали сцены из фильма.

## Трек-листы и форматы
Немецкий сингл
1. «I Like» (Jost & Grubert Radio Mix) — 3:38
2. «I Like» (Manhattan Clique Remix) — 6:02

Австралийский и британский сингл
1. «I Like» (Jost & Grubert Radio Mix) — 3:38

## Позиции в чартах
| Чарт (2009/2010)                            | Макс. позиция |
| ------------------------------------------- | ------------- |
| Австрия (Ö3 Austria Top 40)                 | 2             |
| Бельгия/Фландрия (Ultratop 50)              | 37            |
| Бельгия/Валлония (Ultratop 50)              | 60            |
| Чехия (Rádio — Top 100)                     | 9             |
| Дания (Tracklisten)                         | 30            |
| Европа (Billboard European Hot 100 Singles) | 9             |
| Германия (GfK)                              | 1             |
| Luxembourg Digital Songs (Billboard)        | 1             |
| Норвегия (VG-lista)                         | 3             |
| Польша (Polish Airplay Top 100)             | 1             |
| Польша (Dance Top 50)                       | 26            |
| Словакия (Rádio — Top 100)                  | 1             |
| Швейцария (Schweizer Hitparade)             | 5             |
| Швеция (Sverigetopplistan)                  | 46            |
| UK Singles (Official Charts Company)        | 34            |
| UK R&B Chart                                | 15            |

### Ежегодные чарты
| Чарт (2010)              | Позиция |
| ------------------------ | ------- |
| European Hot 100 Singles | 32      |
| German Singles Chart     | 9       |
| German Airplay Chart     | 2       |
| Swiss Singles Chart      | 34      |
| Austrian Singles Chart   | 17      |

### Сертификация
| Страна    | Certifications (sales thresholds) |
| --------- | --------------------------------- |
| Германия  | Platinum                          |
| Швейцария | Platinum                          |

## История релиза
| Страна         | Дата            | Формат                         | Лейбл      |
| -------------- | --------------- | ------------------------------ | ---------- |
| Германия       | 11 декабря 2009 | CD-сингл, цифровая дистрибуция | Interscope |
| Великобритания | 17 мая 2010     | Цифровая дистрибуция           | Interscope |